# Związek Południowej Afryki na Letnich Igrzyskach Olimpijskich 1936
Związek Południowej Afryki na Letnich Igrzyskach Olimpijskich 1936, reprezentowany był przez 32 zawodników (27 mężczyzn i 5 kobiet). Reprezentacja ZPA sięgnęła zaledwie po jeden medal (srebrny) – zdobył go pięściarz Charles Catterall, który w finale wagi piórkowej, uległ Argentyńczykowi Oscarowi Casanovasowi.

## Medaliści

### Srebro
- Charles Catterall — Boks, waga piórkowa